# Dolgellau
Dolgellau är en ort och community i Storbritannien.   Den ligger i kommunen Gwynedd och riksdelen Wales, i den södra delen av landet, 290 km nordväst om huvudstaden London.

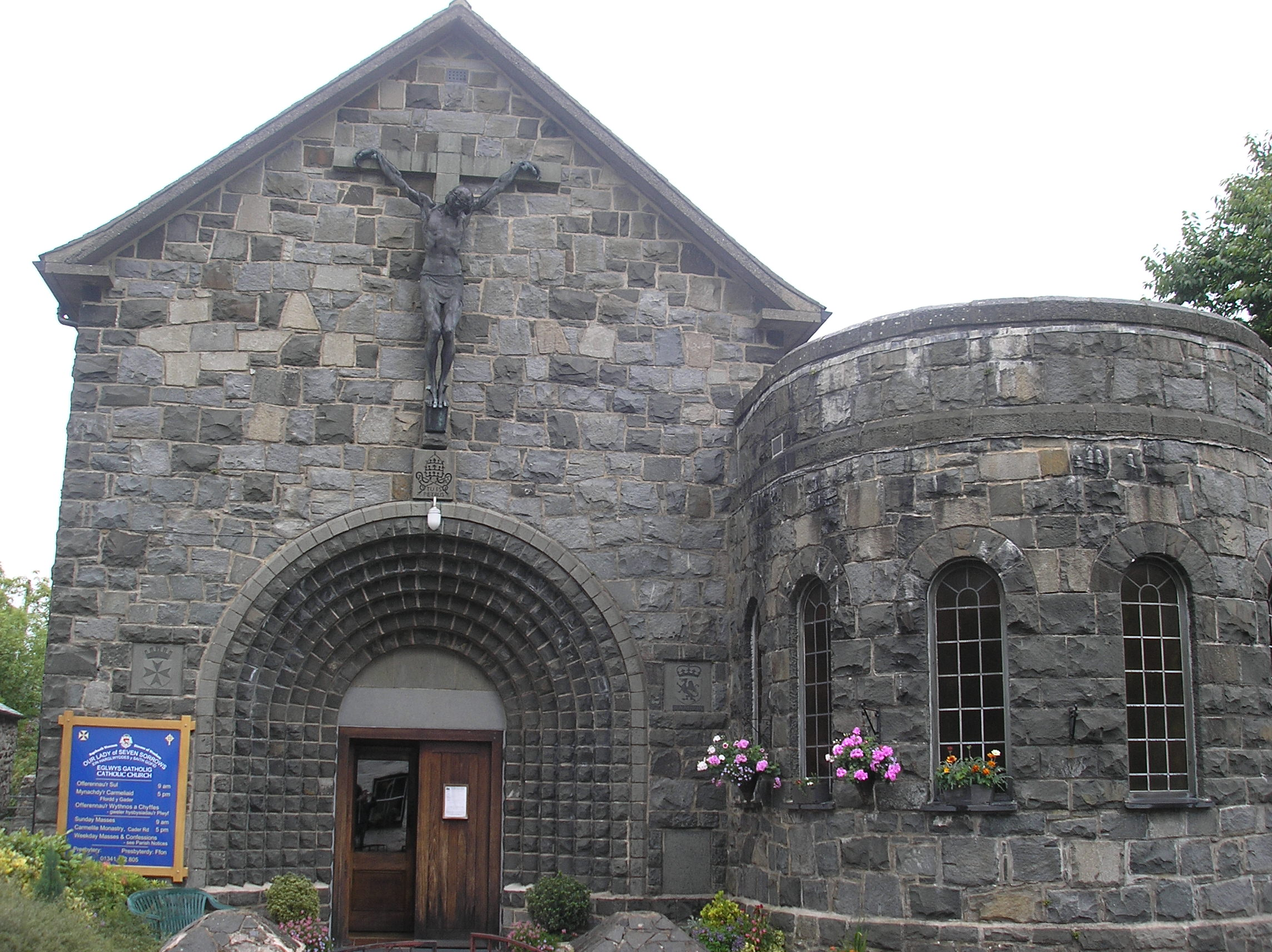
Kristusstaty i kyrkan "Our Lady of Seven Sorrows", Dolgellau, Wales, av konstnären Giannino Castiglioni, 1966